# Pyrgulopsis roswellensis
Pyrgulopsis roswellensis е вид коремоного от семейство Hydrobiidae.

## Разпространение
Видът е разпространен в САЩ (Ню Мексико).